# Золотомушка червоночуба
Золотому́шка червоночу́ба (Regulus ignicapillus) — дрібний птах родини золотомушкових (Regulidae). Один з 5-ти видів роду. Найменший (поряд з золотомушкою жовточубою) птах фауни України. В Україні осілий, кочовий, перелітний вид. Гніздиться номінативний підвид. Для Гірського Криму описаний ендемічний підвид — R. i. tauricus.

## Опис

### Морфологічні ознаки

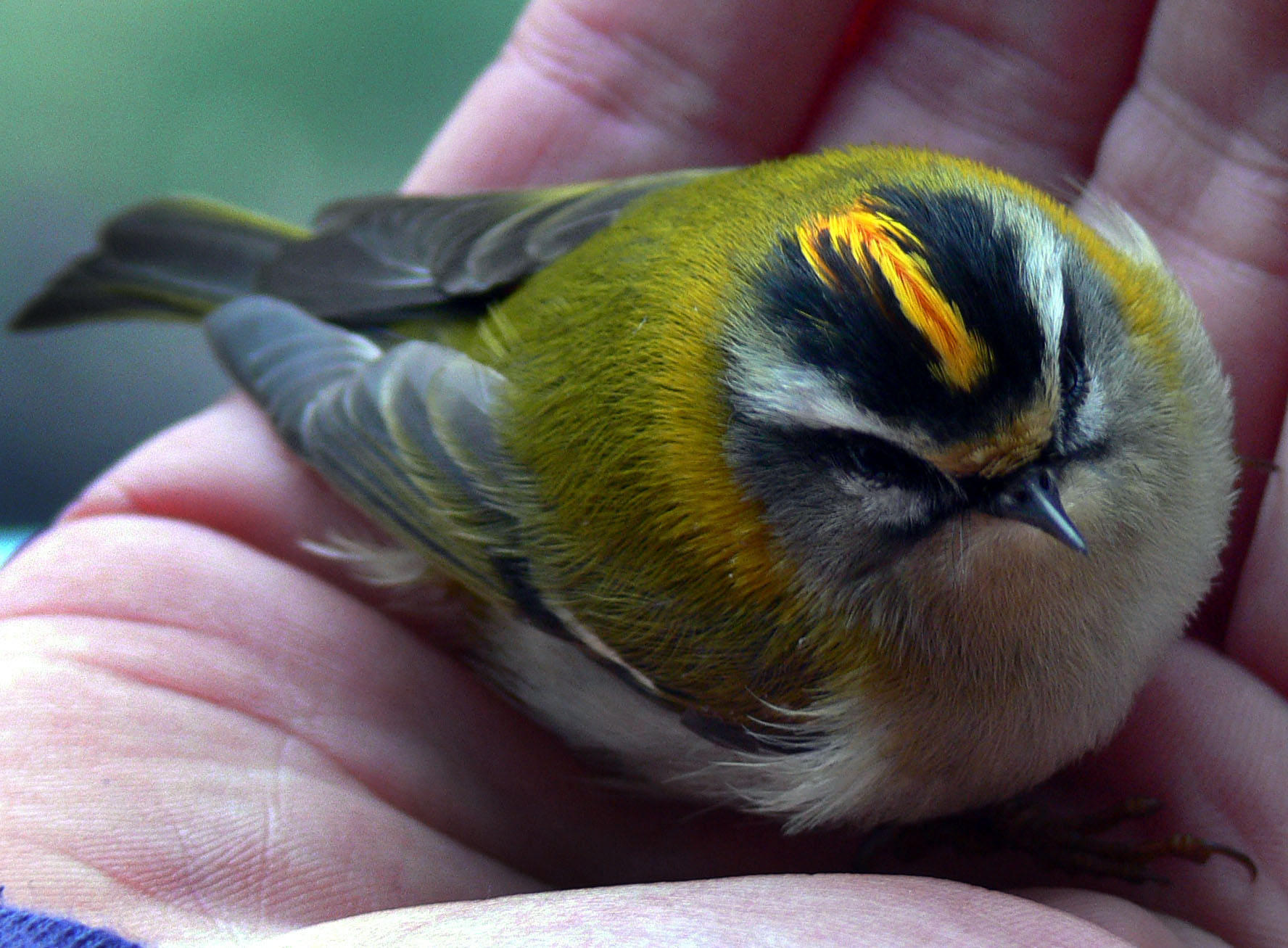
Дорослий самець

Дуже дрібний птах: довжина тіла — 9 см, маса — 4–6,5 г. Дорослий самець зверху оливково-зелений; на тім'ї жовтогарячо-червона пляма, яка окреслена спереду і з боків чорним; над оком біла «брова»; через очі проходять чорні смужки; горло білувате, з вохристим відтінком, який є на боках шиї; решта низу білувата, з легким бурим відтінком; на покривних перах крила дві вузькі жовтуваті смужки; махові і стернові пера бурі; дзьоб чорно-бурий; ноги бурі. У дорослої самки яка схожа на дорослого самця, пляма на голові жовта; вохристий відтінок лише по боках шиї. У молодого птаха голова оливково-зелена, крім чорнуватої вуздечки і білуватих «брів». Від жовточубої золотомушки відрізняється білими «бровами» і чорними смужками, які проходять через очі, а дорослий птах — також поперечною чорною смужкою на лобі, дорослий самець — крім того, яскравою жовтогарчо-червоною плямою на тім'ї.

### Голос
Пісня — дзвінка трель «сі-сі-сісі-сіт», з посиленням на кінці; поклик — неголосне «сіі-сі-сі».

## Ареал виду та поширення в Україні
Гніздовий ареал охоплює Північну Африку, більшість території Європи, Малу Азію. В Україні гніздиться в гірських місцевостях Карпат та Криму, локально трапляється на Західному Поліссі. Відомі зальоти в різні райони України (Одеська, Херсонська, Чернівецька, Львівська, Київська області).

## Чисельність і причини її зміни
В Європі гніздиться 3,3–6,7 млн пар, що становить 75–94% світової популяції; статус виду — сприятливий, стан більшості європейських популяцій стабільний. В Україні поширений локально. Загальна чисельність оцінюється в 400 пар, у Карпатах не відома, в Криму низька (150–200 пар). У Криму навесні самці, що співають, трапляються через 150–200 м один від одного (в лісах), у парках м. Ялта — 5–6 на 20 га, у Карпатах — до 2–3 на 100–1000 га гніздопридатних біотопів. Негативні чинники: зростання об'ємів лісогосподарських робіт у гніздовий період, зменшення площі старих лісів, порушення ярусності, зростання площ монокультур, яких вид уникає.

## Особливості біології

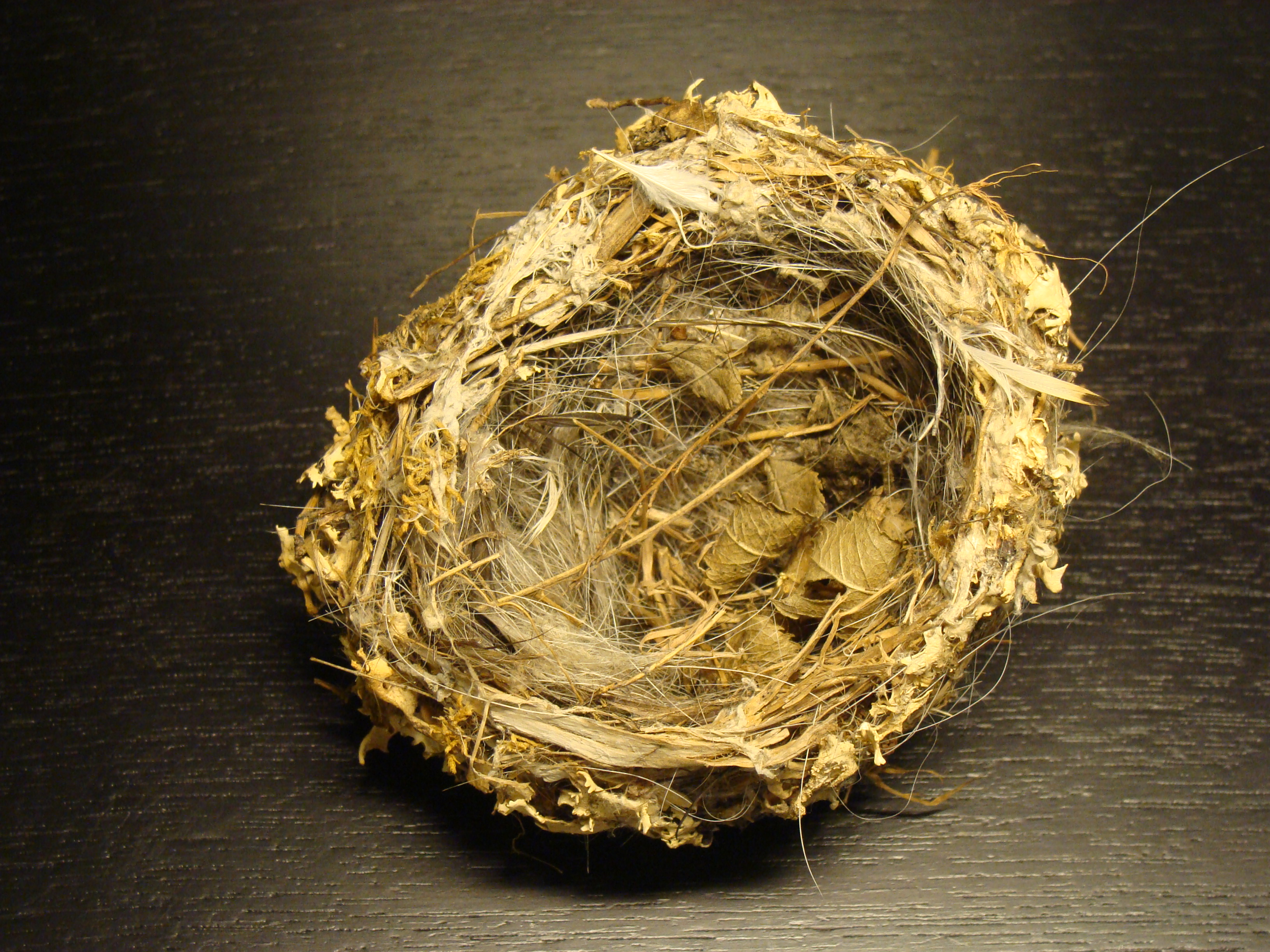
Гніздо

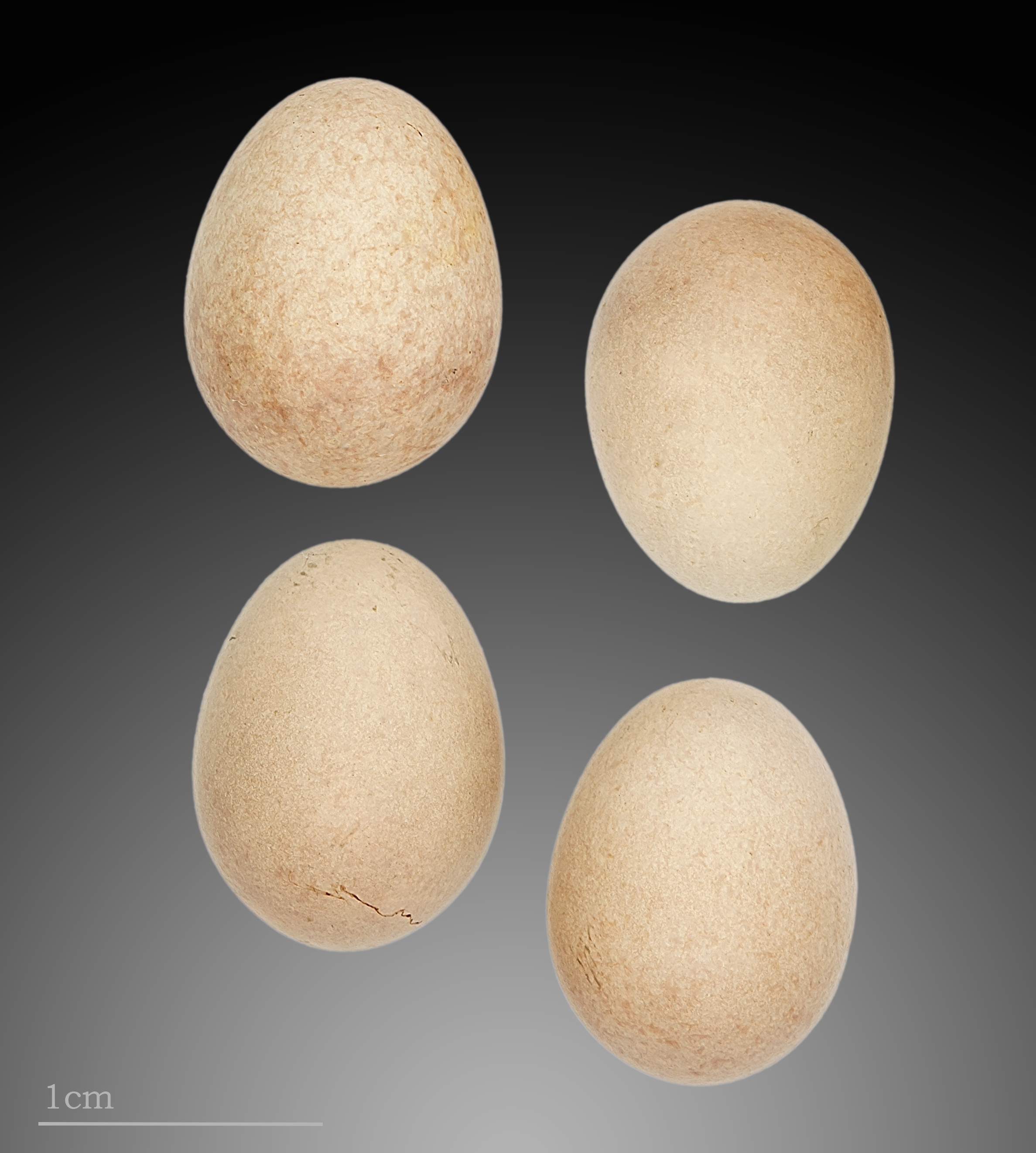
Regulus ignicapilla

В різних частинах ареалу осілий або перелітний птах. В Україні гніздовий перелітний на заході країни, у Криму трапляється і взимку. У Криму обирає гірські хвойні ліси, а також лісопарки і парки, у Карпатах — мішані ялицево-букові та смереково-букові ліси, на Західному Поліссі — старі сосняки. У періоди міграцій трапляється у степовій та лісостеповій зонах. Моногам. Гніздовий період у Криму починається з кінця лютого, у Карпатах — з кінця квітня. Протягом року має два виводки (1-й — у травні–червні, 2-й — червні–серпні). Гнізда глибокі, вистелені товстим шаром моху. Вони зазвичай висячі, кріпляться на нижньому боці гілки. У кладці 7–11 яєць. Будує гніздо та насиджує кладку (14–16 днів) самка. Пташенята вилітають через 15–16 днів після вилуплення. Живиться переважно комахами та їх личинками, а також павуками.

## Охорона
Знаходиться під охороною Бернської конвенції (Додаток ІІ). Включено до Червоної книги України (1994, 2009) (статус — неоцінений). Охороняється у Карпатському біосферному заповіднику, Кримському природному заповіднику, Ялтинському гірсько-лісовому природному заповіднику, природних заповідниках «Мис Мартьян», «Ґорґани». 